# Redondela
Redondela est une commune dans la province de Pontevedra, en Galice (Espagne). La population recensée en 2019 est de 29 218 habitants.
C'est la ville de naissance de Ignacio Ramonet, journaliste spécialisé dans les relations internationales, la géopolitique et l'altermondialisme.

## Histoire
La vieille ville de Redondela est une ancienne seigneurie qui a appartenu aux Templiers et qui après le procès de l'ordre du Temple fut confisquée par le royaume de Castille. Elle fut ensuite donnée par Henri II de Castille à l'évêque de Tuy le 4 septembre 1371,.

## Subdivisions

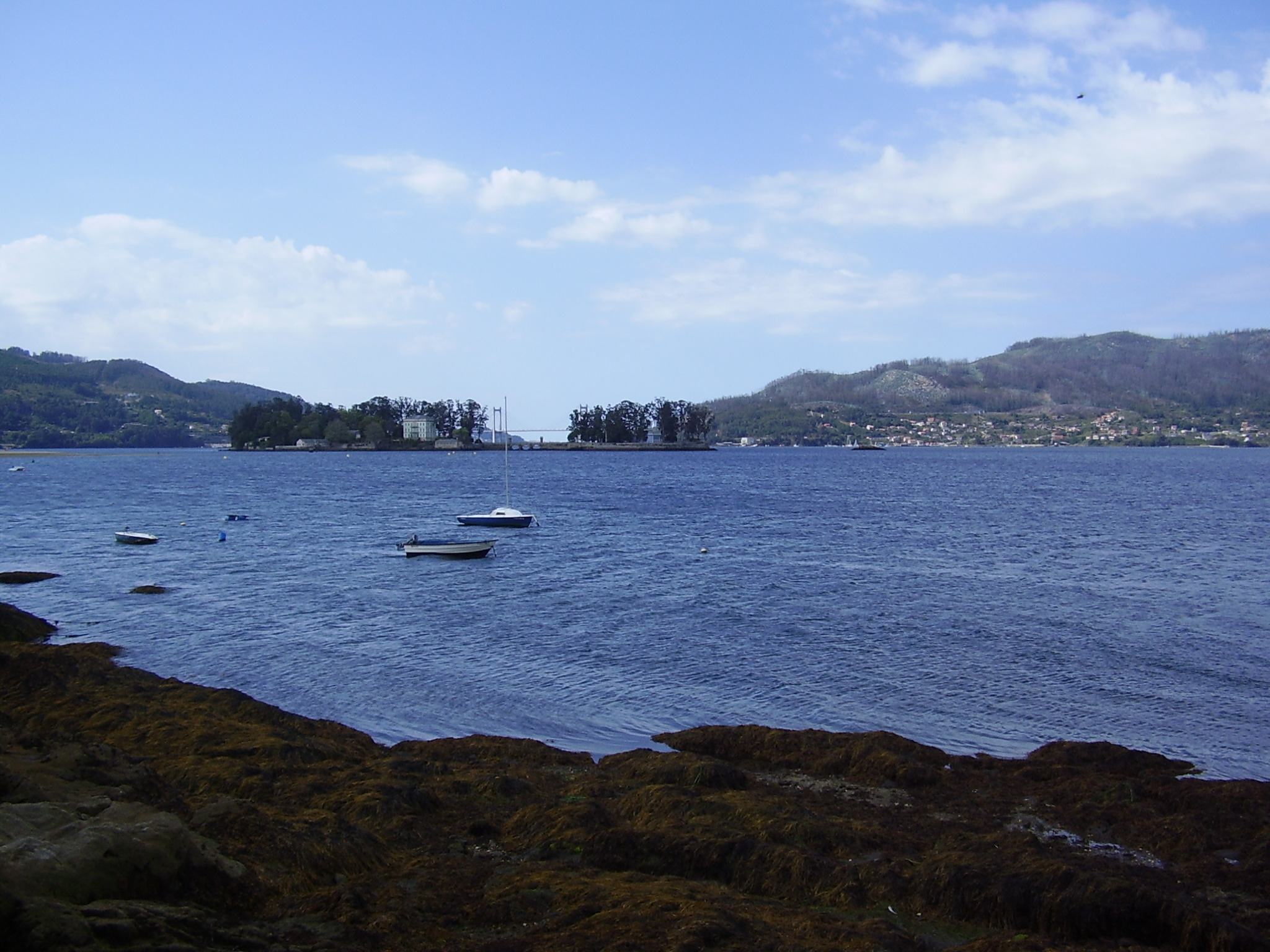
La mer près de Redondela

- Redondela
- Cedeira
- Cesantes
- Negros
- Cabeiro
- Chapela
- Trasmañó
- O Viso
- Ventosela
- Vilar de Infesta
- Saxamonde
- Quintela

## Personnalités liées à la commune
- Josefa García Segret (1900-1986), institutrice républicaine espagnole[3].